# Voljišnica
Voljišnica är ett vattendrag i Bosnien och Hercegovina.   Det ligger i entiteten Federationen Bosnien och Hercegovina, i den centrala delen av landet, 70 km väster om huvudstaden Sarajevo.
I omgivningarna runt Voljišnica växer i huvudsak blandskog. Runt Voljišnica är det ganska tätbefolkat, med 93 invånare per kvadratkilometer.